# Cirrhipathes secchini
Cirrhipathes secchini is een Antipathariasoort uit de familie van de Antipathidae. De wetenschappelijke naam van de soort is voor het eerst geldig gepubliceerd in 2002 door Echeverria.